# Kungälv (stad)
Kungälv is de hoofdstad van de gemeente Kungälv in het landschap Bohuslän en de provincie Västra Götalands län in Zweden. De plaats had 21139 inwoners in 2005 en 22768 in 2010. De oppervlakte is 1096 hectare.
De stad was vanaf 1111 onder Sigurd I van Noorwegen voor een korte periode de hoofdstad van Noorwegen. Bij de Vrede van Roskilde werd het in 1658 aan Zweden afgestaan.

## Bezienswaardigheden

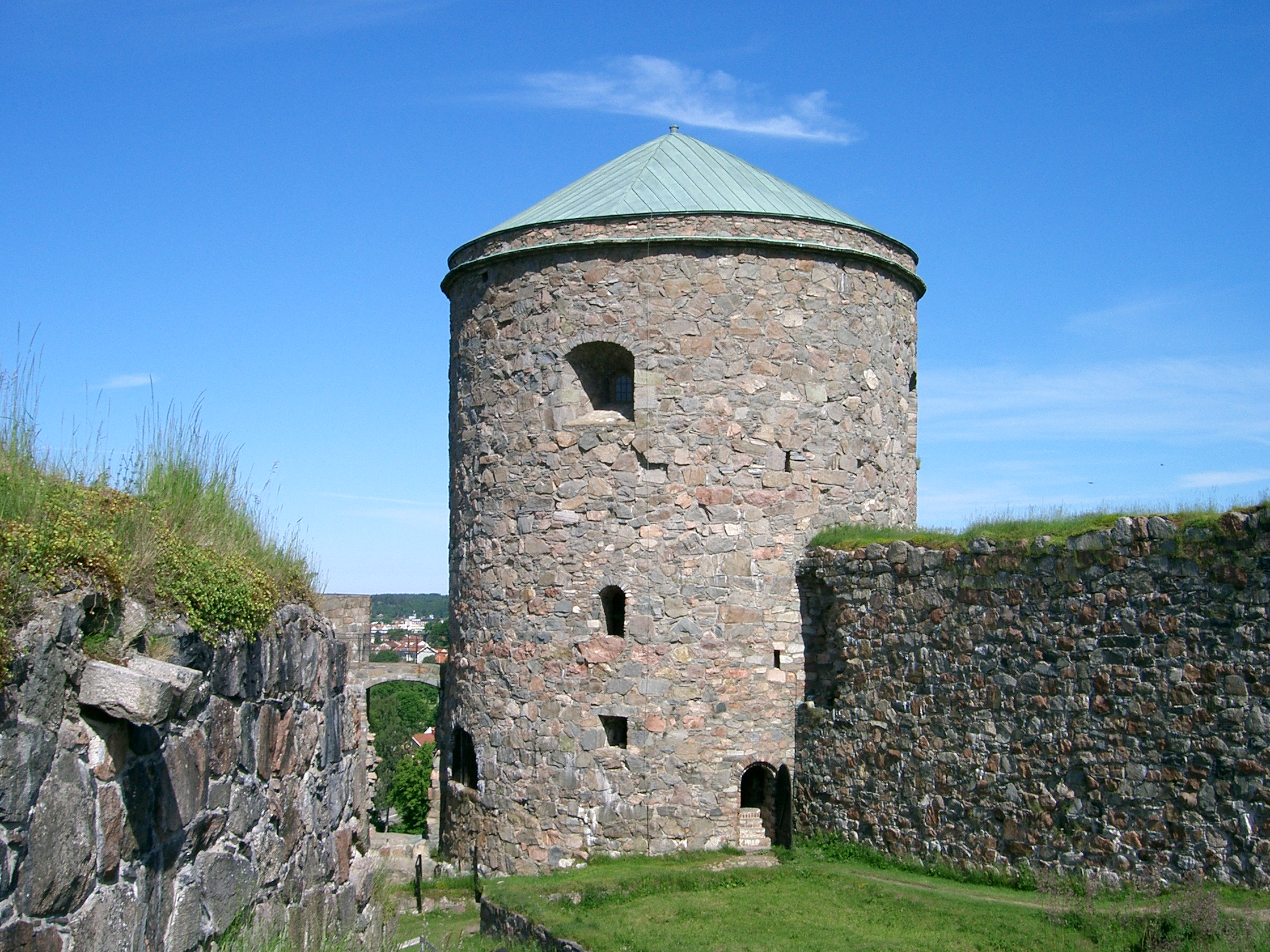
Bohus Fort

## Verkeer en vervoer
Bij de plaats lopen de E6 en Länsväg 168.

## Geboren
- Erik Lindh (1964), tafeltennisspeler
- Carin Koch (1971), golfster
- Pontus Wernbloom (1986), voetballer